# James Ridley

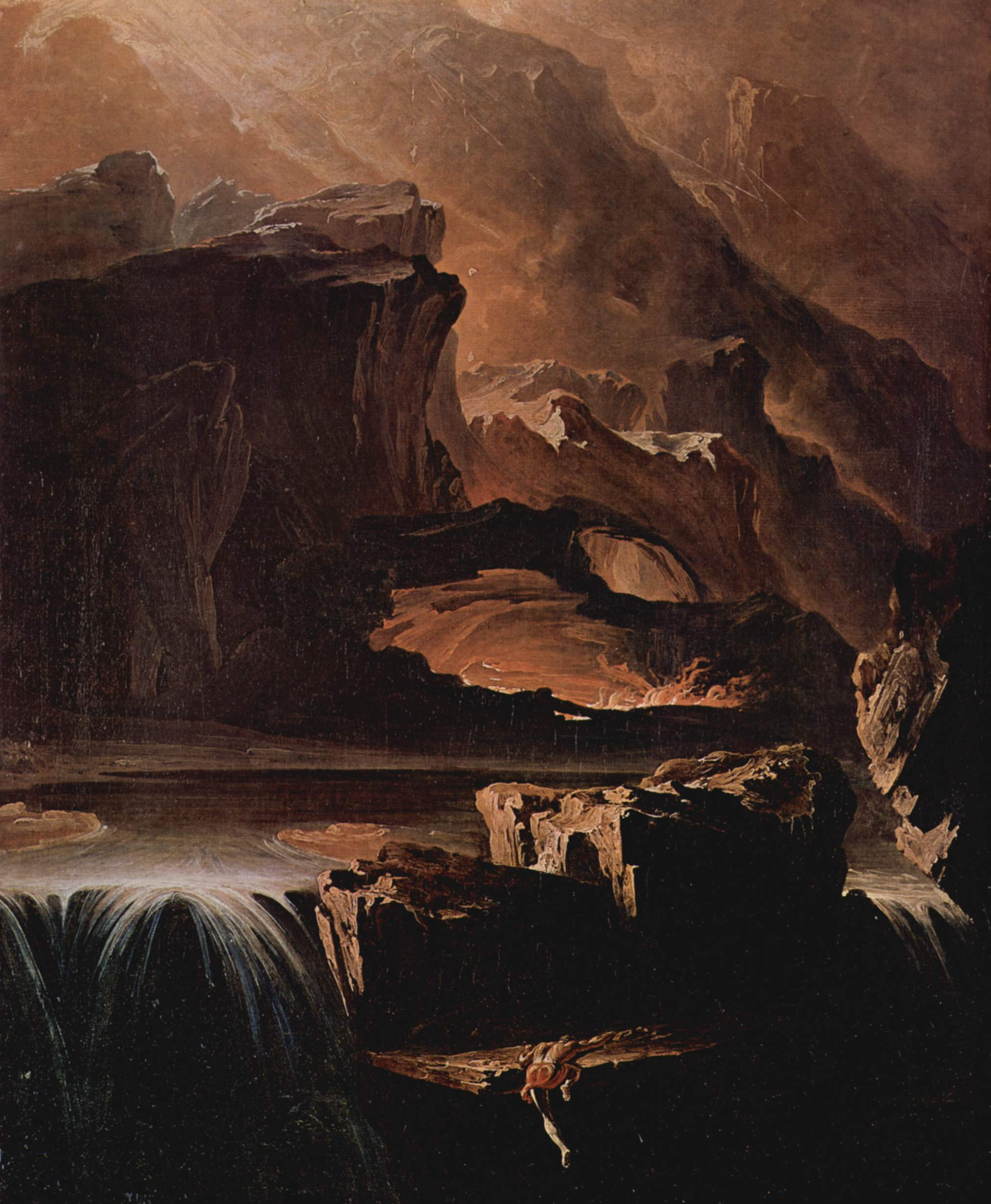
Le tableau de John Martin, Sadak à la recherche des eaux de l'oubli, illustre un passage des Contes des génies de James Ridley.

James Kenneth Ridley (1736–1765) est un auteur anglais formé à l'University College d'Oxford (UNIV). Il a servi comme aumônier dans l'armée britannique. Il est surtout connu pour un volume d'imitations d'Orientalisme.

## Écrits
Ridley écrit deux romans : L'Histoire de James Lovegrove, Esquire ( 1761 ) et L'Intrigant, ou le Satiriste Universel, de ce Grand Philosophe Helter van Scelter ( 1763 ). Cependant, il est surtout connu pour son pastiche oriental Les Contes des Génies (The Tales of the Genii), un recueil de récits basés sur ceux des Mille et Une Nuits . Cet ouvrage, publié en deux volumes en 1764, a été publié sous le pseudonyme de « Sir Charles Morell », prétendu être ambassadeur britannique à Bombay.
Les contes de Ridley auraient été composés par un imam nommé Horam et traduits à partir d'un manuscrit persan, mais en réalité, ils étaient le produit de l'imagination de Ridley. Ils appartiennent à un genre d'imitation, l'orientalisme, populaire au XVIIIe siècle. À son époque et par la suite, le livre de Ridley a été comparé à Rasselas de Samuel Johnson. Il a conservé sa popularité et a connu sept éditions jusqu'en 1861. Des traductions en allemand et en français ont également été publiées (le roman d'origine étant en anglais).